# Adel Al Mulla
Adel Al Mulla (Catar; 7 de diciembre de 1970 – Catar; 7 de mayo de 2022) fue un futbolista de Catar que jugaba en la posición de delantero.

## Carrera

### Club
| Periodo   | Club          |
| --------- | ------------- |
| 1990–2002 | Al-Rayyan     |
| 2002–2003 | Al-Arabi Doha |

### Selección nacional
Jugó para Catar en 23 ocasiones de 1992 a 2001 y anotó tres goles, participó en los Juegos Olímpicos de Barcelona 1992 y dos ediciones de la Copa Asiática.

## Logros
- Liga de fútbol de Catar: 1

1994-95
- Copa del Emir de Catar: 1

1998-99
- Copa Príncipe de la Corona de Catar: 3

1995, 1996, 2001
- Copa del Jeque Jassem: 2

1992, 2000